# Arizona zone A
Arizona zone A est un roman de Jean Bruce paru au 1er trimestre 1960 (Presses de la Cité), réédité en 1967, 1970 et 1979,.
C'est le seul roman de la série OSS 117, axée sur l'espionnage, qui met le héros aux prises avec des extraterrestres.

## Résumé

### Mise en place de l'intrigue
Hubert / OSS 117 est chargé d'enquêter sur des événements étranges survenus récemment en Arizona et sur les découvertes faites à la suite de la mort de Franck Lenihan, décédé au cours d'une soirée alcoolisée entre collègues de travail. Il rencontre successivement Jane Pima, une amérindienne navajo de 18 ans qui a vu un « avion sans aile » dont le but est de « délivrer le peuple navajo » (chapitre 1), Kendal B. Amacker qui a vu une soucoupe volante déposer trois hommes (chapitre 2), le shériff Terence J. Canfield qui, après avoir été appelé pour un accident de la route, s'est fait tirer dessus et a vu une soucoupe volante partir dans un brouillard artificiel (chapitre 3). 
Il rencontre ensuite Louis H. Portal qui, en tant que chef du laboratoire scientifique, a examiné la voiture, le capitaine John E. Blyth et le chirurgien Howard T. Hanks. Le Dr Hanks a fait l'autopsie de Franck Lenihan : l'homme avait un cœur minuscule et n'avait aucun appendice. Le cadavre a ensuite été volé par des inconnus ! Hubert découvre une radio miniaturisée dans les affaires de Lenihan et suppose l'existence d'extraterrestres à forme anthropoïde. Peut-être y a-t-il d'autres « Intrus » que Lenihan a appelés ? (chapitre 4). 
Hubert remarque que toutes les trajectoires des « soucoupes volantes » convergent vers le Grand Canyon. Remarquant que Lenihan n'avait pas donné son sang lors d'une collecte, Hubert poursuit ses recherches : William Danforth n'avait pas donné de sang non plus. De plus, Danforth avait refusé de se nourrir à la cantine de l'entreprise (chapitre 5). 
Hubert fait une « perquisition » au domicile de Danforth. Il s'empare d'un boîtier mystérieux et lance un signal d'alerte ou de détresse. Il se fait enlever par un « Intrus » qui l'a pris pour Danforth et se retrouve dans un vaisseau spatial. Il révèle son identité et sa qualité d'humain et, arrivé dans la base, est présenté à l'un des extraterrestres, Morrekat, chef de la sécurité de la base extraterrestre sur Terre. On va lui présenter le chef des extraterrestres qui a pour titre « Amantoba » (chapitres 6 à 8).

### La manipulation des extraterrestres
L'Amantoba est courtois et sympathique. Hubert, se présentant comme l'envoyé spécial du président des États-Unis, explique que les humains ont découvert l'existence des aliens et que des relations diplomatiques pourraient être établies. L'Amantoba accepte le principe de liens diplomatiques et fait une contre-proposition. En soirée, l'Amantoba propose à Hubert de dormir dans la chambre de sa nièce, Assalila, laquelle serait enchantée d'avoir des relations sexuelles avec lui. En effet Assalila est médecin-biologiste et chef du service Génétique-Population de la base : elle souhaiterait approfondir ses connaissances sur la reproduction humaine. Hubert accepte la proposition et a des relations intimes avec Assalila (chapitre 9). 
Le lendemain, l'Amantoba annonce à Hubert que les espions aliens ont découvert que l'Union soviétique s'apprêtait à lancer une attaque nucléaire massive contre les États-Unis, et qu'il serait peut-être opportun que les États-Unis lancent les premiers l'attaque nucléaire. Arrive la soirée. Le lendemain, l'Amantoba remet à Hubert une copie du plan de bataille de l'Union soviétique. Hubert se rend à Washington pour rendre compte de la prise de contact avec les Aliens et leur information concernant l'attaque, prévue le lendemain, de l'URSS (chapitres 10 à 12).

### Découverte de la manipulation
Hubert revient de Washington avec la réponse du président Eisenhower : les États-Unis ne frapperont pas les premiers l'Union soviétique, et il serait souhaitable que les Aliens détruisent les missiles soviétiques dès que ceux-ci seront dans l'espace, avant leur tombée sur le sol américain. Face à cette réponse qu'il n'attendait pas, l'Amantoba change son plan : il va faire secrètement avertir les Soviétiques que ce sont les Américains qui vont lancer très bientôt une attaque nucléaire sur l'URSS. Ayant de nouveau des relations sexuelles avec Assalila, Hubert apprend avec stupéfaction, de la bouche de la jeune médecin, que l'Amantoba a totalement menti : les Soviétiques n'ont pas du tout l'intention d'attaquer les États-Unis, et il s'agissait d'une manipulation gigantesque visant à créer les conditions d'une guerre nucléaire totale entre le bloc occidental et le bloc soviétique. En effet, les Aliens ont dû quitter leur planète (appelée Adouna) et n'ont aucun lieu où s'établir. Ils ont choisi la Terre et souhaitent anéantir les nations les plus développées sur le plan scientifique pour les évincer et prendre le contrôle de la planète. Hubert découvre aussi qu'Assassila lui a révélé cette information parce qu'elle ignorait l'existence des fuseaux horaires ! Sous un prétexte fallacieux et avec l'accord de l'Amantoba, Hubert retourne voir ses chefs à Washington (chapitres 13 et 14).

### Dénouement
Hubert expose aux autorités américaines le plan machiavélique de l'Amantoba, et les Soviétiques sont informés de la duplicité des Aliens. Hubert revient à la base des extraterrestres et leur révèle que leur machination est découverte. Pendant ce temps, les Américains ont découvert l'entrée de la base dans le désert d'Arizona, au sein du Grand Canyon. Ils en bloquent l'accès et lancent une attaque massive. Hubert a juste le temps de s'enfuir avec un vaisseau spatial alien. La base est anéantie et les extraterrestres sont tous tués. Grièvement blessé, Hubert est envoyé en convalescence dans un hôpital (chapitres 15 à 17, épilogue).

## Notoriété
Le numéro 3758 de la Revue des Deux Mondes, paru en juillet-août 2014, a pour principal sujet d'étude et de réflexions la série SAS ; elle porte le titre : « G. de Villiers : enquête sur un phénomène français ». 
Un entretien entre la revue et l'ancien ministre Hubert Védrine, intitulé Lire SAS et chercher à « comprendre sans juger », évoque en page 60 de la revue, que Védrine fut particulièrement marqué par ce roman qu'il avait lu quand il était jeune.